# TRS-80

로고

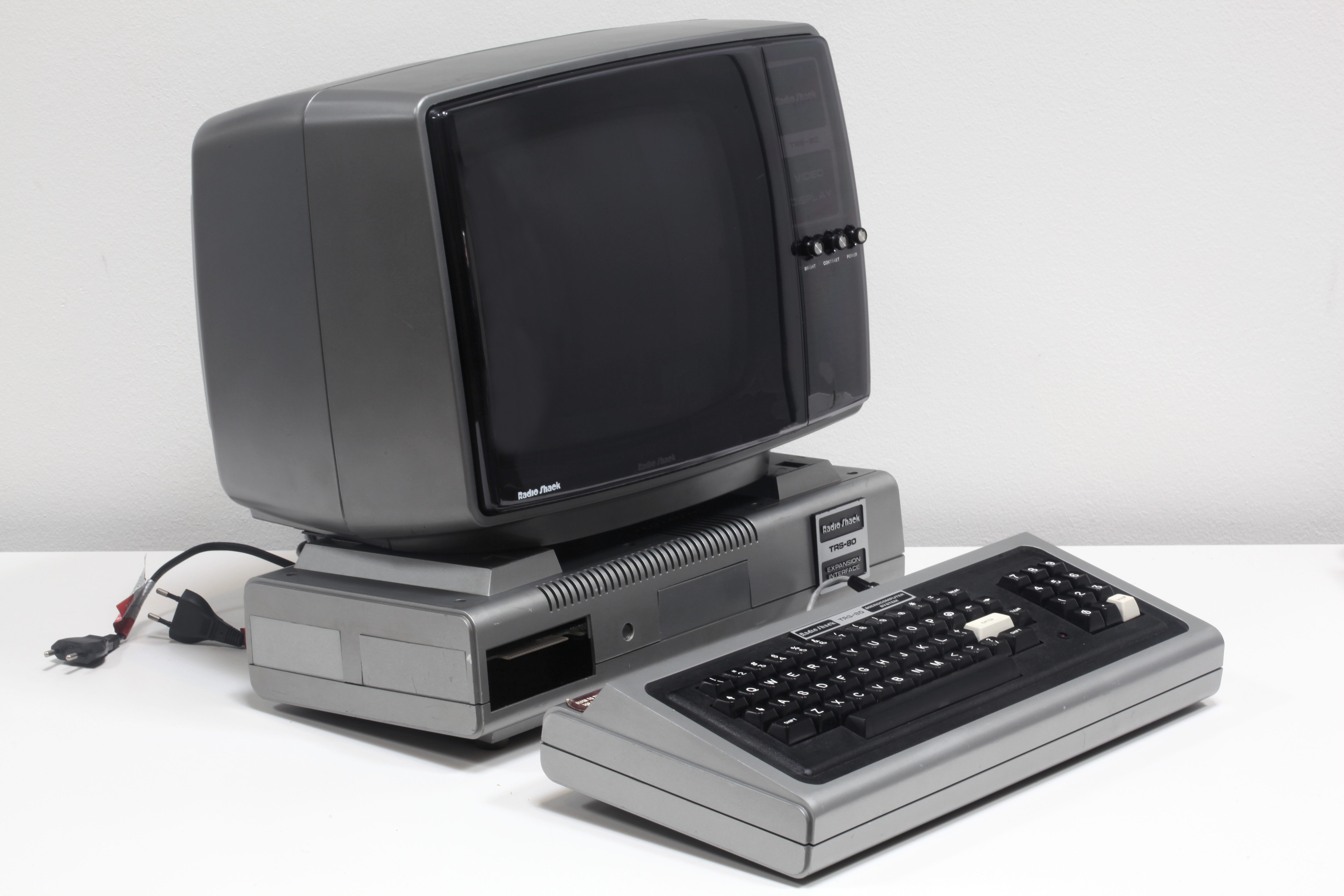
TRS-80

TRS-80 마이크로 컴퓨터 시스템(나중에 후속 제품과 구별하기 위해 모델 I로 이름 변경)은 1977년에 출시된 데스크톱 마이크로컴퓨터로 탠디 코퍼레이션이 라디오셱 매장을 통해 판매했다. 이름은 탠디 라디오셱(Tandy Radio Shack), Z80 [마이크로프로세서]의 약어이다. 이는 최초의 대량 생산 및 대량 판매 소매 가정용 컴퓨터 중 하나이다.
TRS-80은 풀스트로크 QWERTY 자판, 자일로그 Z80 프로세서, 4KB DRAM(동적 랜덤 액세스 메모리) 표준 메모리, 작은 크기 및 책상 공간, 읽기 전용 메모리의 부동 소수점 레벨 I BASIC 언어 인터프리터(ROM), 라인당 64자 비디오 모니터, 시작 가격은 US$600(2023년 US$3,000에 해당)이다. 프로그램 저장용 카세트 테이프 드라이브가 원래 패키지에 포함되어 있었다.
소프트웨어 환경은 안정적이었지만 키보드 바운스 문제 및 골치 아픈 확장 인터페이스와 결합된 카세트 로드/저장 프로세스는 모델 I이 진지한 사용에 적합하지 않다는 평판을 얻었다. 처음에는(1981년까지) 비즈니스 채택에 방해가 되었을 수 있는 영어 소문자에 대한 지원이 부족했다.